# 黑斑鸚嘴魚
黑斑鸚嘴魚，又名蟲紋鸚哥魚，俗名鸚哥、青衫（雄）、蠔魚（雌）、臭腥仔，為輻鰭魚綱鱸形目隆頭魚亞目鸚哥魚科的其中一種。

## 分布
本魚分布於印度太平洋區，包括紅海、東非、馬達加斯加、模里西斯、萊恩群島、塞席爾群島、馬爾地夫、台灣、琉球群島、越南、中國沿海、菲律賓、馬來西亞、印尼、新幾內亞、澳洲、索羅門群島、密克羅尼西亞、馬里亞納群島、諾魯、馬紹爾群島、萬那杜、斐濟群島、帛琉、夏威夷群島、法屬玻里尼西亞等海域。

## 深度
水深3至12公尺之間。

## 特徵
本魚體延長而略側扁。頭部輪廓呈平滑的弧型。開始型雌魚，體暗棕紅色，腹部具數條白色縱紋，各鰭條色較淡。齒黃白色，齒板之外表面平滑，上齒板幾被上唇所覆蓋；齒板無犬齒；每一上咽骨具1列臼齒狀之咽頭齒。尾鰭截型。終端型雄魚，體藍色，各鱗片具一橘紅短斑。身體背前部分綠色具通常斷裂成斑點狀。 頭部有一綠邊的橘色斑紋由吻經眼到達鰓蓋。背鰭硬棘9枚、背鰭軟條10枚、臀鰭硬棘3枚、臀鰭軟條9枚。體長可達45公分，體重可達500公克。

## 生態
本魚喜生活於珊瑚礁盤外或珊瑚斜坡外的乾淨水域。以啃食水底的藻類為生。

## 經濟利用
雌魚體型較小，故一般為觀賞魚，食用時宜用清蒸，或煮味增湯。

## 分類學
本種屬輻鰭魚綱鱸形目隆頭魚亞目鸚哥魚科，于1840年由阿希爾·瓦朗謝訥描述。

## 別名
又名蟲紋鸚嘴魚、鸚哥、蠔魚、臭腥仔、青衫。